# Bridlington
Bridlington este un oraș în comitatul East Riding of Yorkshire, regiunea Yorkshire and the Humber, Anglia.